# Cyber Spin
Cyber Spin è un videogioco di corse futuristiche ispirato all'anime Future GPX Cyber Formula, sviluppato dalla Arc System Works e pubblicato nel 1992 dalla Takara in Giappone e in America. Il videogioco è conosciuto in Giappone con il titolo Shinseiki GPX: Cyber Formula (新世紀GPXサイバーフォーミュラ?, New Century GPX Saiba Fomyura). Ad ogni livello di gioco, al giocatore vengono fornite delle password composte da lettere e numeri che servono a mantenere i propri progressi nel videogioco, senza necessità di utilizzare salvataggi. Dato che il videogioco è basato sulla serie Future GPX Cyber Formula, i personaggi che il giocatore può utilizzare sono proprio i protagonisti dell'anime. La colonna sonora del gioco è composta da Junya Kozakai.